# Paweł Biernacki
Paweł Biernacki herbu Poraj (ur. 1740, zm. 23 września 1826 w Bartochowie) – brygadier komenderujący w Dywizji Wielkopolskiej w 1792 roku, starosta warcki w 1789 roku.

## Życiorys
Rodzicami Biernackiego byli Jan Kanty i Katarzyna z Witowskich. Jego stryjecznymi braćmi byli: Alojzy Prosper Biernacki (1778-1834) i gen. Gabriel Józef Alojzy Biernacki (1774–1834).
Paweł Biernacki uczył się w Collegium Nobilium w Warszawie. Służbę wojskową rozpoczął w wieku 22 lat. Był konsyliarzem województwa sieradzkiego w konfederacji radomskiej w 1767 roku.. W okresie konfederacji barskiej służył jako rotmistrz pod rozkazami Józefa Zaremby. 20 stycznia 1772 w Widawie został wybrany regimentarzem województwa sieradzkiego. Złożył broń w maju 1772, gdy po stronie Rosjan wystąpili Prusacy i doszło do I rozbioru Polski. Członek konfederacji Andrzeja Mokronowskiego w 1776 roku  i poseł na sejm 1776 roku z województwa sieradzkiego.
Piastował ważne urzędy w przedrozbiorowym województwie sieradzkim. Od 1778 r. był miecznikiem piotrkowskim. W 1782 r. posłował na Sejm, a w 1783 r. został cześnikiem sieradzkim i chorążym piotrkowskim. Od 1786 r. zasiadał w Radzie Nieustającej, a w 1784 r. w komisji skarbowej. W 1788 r. został kasztelanem sieradzkim i pełnił tę funkcję do 1795 roku.
Był członkiem konfederacji Sejmu Czteroletniego.  Gdy w 1788 roku Sejm Czteroletni powiększył stan armii do 100 000, Biernacki – jako kasztelan sieradzki, został dowódcą 2 Wielkopolskiej Brygady Kawalerii. Jej chorągwie osłaniały województwa sieradzkie i brzeskokujawskie. Figurował na liście posłów i senatorów posła rosyjskiego Jakowa Bułhakowa w 1792 roku, która zawierała zestawienie osób, na które Rosjanie mogą liczyć przy rekonfederacji i obaleniu dzieła 3 maja. W czasie wojny polsko-rosyjskiej 1792, w obronie konstytucji 3 maja, Biernacki walczył pod Zieleńcami (18 czerwca 1792) i Dubienką (18 sierpnia 1792). W okresie insurekcji kościuszkowskiej brygada Biernackiego licząca ok. 1300 ludzi i 181 koni wzięła udział w bitwie pod Szczekocinami, następnie walczyła o Warszawę i w jej okolicy.
Po III rozbiorze Polski i likwidacji armii, Biernacki osiadł w swym majątku w Małkowie. Jednakże po klęsce Prusaków pod Jeną-Auerstedt (1805) i Auerstedt (1806) ziemie zaboru pruskiego objęło powstanie. Pod aktem powstania w b. woj. sieradzkim widnieje podpis Pawła Biernackiego. Wkrótce otrzymał rozkaz gromadzenia kasy i magazynów dla potrzeb wojska. Został też, pod nieobecność gen. br. Józefa Lipskiego, mianowany rotmistrzem jazdy rycerstwa dawnego woj. sieradzkiego i organizatorem wojska polskiego. 15 grudnia 1806 r. sformowało się w Sieradzu 9 chorągwi jazdy liczących 1350 towarzyszy i pocztowych. Sformowano dwa pułki jazdy, by włączyć je do korpusu gen. Józefa Zajączka. Oddziały te wyruszyły do walki, lecz Biernacki pozostał na miejscu. W 1809 r. Biernacki został komendantem pospolitego ruszenia w ówczesnym departamencie kaliskim. Po raz ostatni wziął udział w akcji zbrojnej 12 lutego 1813, gdy na czele jazdy pospolitego ruszenia osłaniał wycofujących się Francuzów. Rosjanie rozbili pod Stawiszynem źle uzbrojonych „pospolitaków”, którzy utracili 350 ludzi, a Biernacki dostał się do niewoli.
W 1820 roku wybrany przez sejmik w Warcie członkiem rady wojewódzkiej.
Ostatecznie wrócił do Małkowa, gdzie miał opinię dobrego zarządcy swych dóbr. Ok. 1820 r. polecił zbudować stojący tam do dziś dwór. Był trzykrotnie żonaty: z Antoniną Jabłkowską – podstolanką sieradzką, Marianną Podkańską – podkomorzanką sandomierską i z Konstancją Małachowską. Jego syn – Stanisław Biernacki był adiutantem Napoleona podczas jego pobytu na Elbie. Wnuk Kazimierz Biernacki został skazany przez Rosjan na 25 lat zsyłki do Tomska, gdzie zmarł po 12 latach.
Paweł Biernacki zmarł 23 września 1826 roku w Bartochowie. Wraz z żoną Konstancją jest pochowany w podziemiach kościoła bernardynów w Warcie. W kruchcie tego kościoła jest tablica epitafijna poświęcona ich pamięci.